# Collegio uninominale Veneto - 07
Il collegio elettorale uninominale Veneto - 07 è stato un collegio elettorale uninominale della Repubblica Italiana per l'elezione del Senato tra il 2017 ed il 2022.

## Territorio
Come previsto dalla legge elettorale italiana del 2017, il collegio era stato definito tramite decreto legislativo all'interno della circoscrizione Veneto.
Era formato dal territorio di 73 comuni: Agugliaro, Albettone, Alonte, Altavilla Vicentina, Altissimo, Arcugnano, Arsiero, Arzignano, Asigliano Veneto, Barbarano Vicentino, Bolzano Vicentino, Brendola, Brogliano, Caldogno, Camisano Vicentino, Campiglia dei Berici, Castegnero, Castelgomberto, Chiampo, Cogollo del Cengio, Cornedo Vicentino, Costabissara, Creazzo, Crespadoro, Gambellara, Gambugliano, Grisignano di Zocco, Grumolo delle Abbadesse, Isola Vicentina, Laghi, Lastebasse, Longare, Lonigo, Malo, Monte di Malo, Montebello Vicentino, Montecchio Maggiore, Montegalda, Montegaldella, Monteviale, Monticello Conte Otto, Montorso Vicentino, Mossano, Nanto, Nogarole Vicentino, Noventa Vicentina, Orgiano, Pedemonte, Piovene Rocchette, Pojana Maggiore, Posina, Quinto Vicentino, Recoaro Terme, San Pietro Mussolino, San Vito di Leguzzano, Santorso, Sarego, Schio, Sossano, Sovizzo, Tonezza del Cimone, Torrebelvicino, Torri di Quartesolo, Trissino, Val Liona, Valdagno, Valdastico, Valli del Pasubio, Velo d'Astico, Vicenza, Villaga, Zermeghedo, Zovencedo.
Il collegio era parte del collegio plurinominale Veneto - 02.

## Eletti
| Elezione | Elezione | Senatore      | Partito |
| -------- | -------- | ------------- | ------- |
|          | 2018     | Erika Stefani | Lega    |

## Dati elettorali

### XVIII legislatura
Come previsto dalla legge elettorale, 116 senatori erano eletti con sistema a maggioranza relativa in altrettanti collegi uninominali a turno unico.
| Candidati              | Candidati               | Voti    | %     | Liste                           | Voti    | %     |
| ---------------------- | ----------------------- | ------- | ----- | ------------------------------- | ------- | ----- |
|                        | Erika Stefani ✔️ Eletto | 150 702 | 50,02 | Lega                            | 103 362 | 34,31 |
| Forza Italia           | Erika Stefani ✔️ Eletto | 150 702 | 50,02 | 29 076                          | 9,65    |       |
| Fratelli d'Italia      | Erika Stefani ✔️ Eletto | 150 702 | 50,02 | 14 953                          | 4,96    |       |
| Noi con l'Italia - UDC | Erika Stefani ✔️ Eletto | 150 702 | 50,02 | 3 311                           | 1,10    |       |
|                        | Liliana Zaltron         | 71 058  | 23,59 | Movimento 5 Stelle              | 71 058  | 23,59 |
|                        | Daniela Sbrollini       | 59 929  | 19,89 | Partito Democratico             | 50 241  | 16,68 |
| +Europa                | Daniela Sbrollini       | 59 929  | 19,89 | 7 365                           | 2,44    |       |
| Italia Europa Insieme  | Daniela Sbrollini       | 59 929  | 19,89 | 1 428                           | 0,47    |       |
| Civica Popolare        | Daniela Sbrollini       | 59 929  | 19,89 | 895                             | 0,30    |       |
|                        | Valentina Dovigo        | 6 801   | 2,26  | Liberi e Uguali                 | 6 801   | 2,26  |
|                        | Francesca Patuzzi       | 2 753   | 0,91  | Il Popolo della Famiglia        | 2 753   | 0,91  |
|                        | Patrizia Nati           | 2 623   | 0,87  | CasaPound                       | 2 623   | 0,87  |
|                        | Giancarlo Zausa         | 2 112   | 0,70  | Italia agli Italiani            | 2 112   | 0,70  |
|                        | Irene Rui               | 1 882   | 0,62  | Potere al Popolo!               | 1 882   | 0,62  |
|                        | Giuseppe Calgaro        | 1 514   | 0,50  | Grande Nord                     | 1 514   | 0,50  |
|                        | Carla De Zordo          | 1 193   | 0,40  | Partito Valore Umano            | 1 193   | 0,40  |
|                        | Roberto Galvanin        | 413     | 0,14  | Per una Sinistra Rivoluzionaria | 413     | 0,14  |
|                        | Mariella Rebato         | 279     | 0,09  | PRI - ALA                       | 279     | 0,09  |
| Totale                 | Totale                  | 301 259 | 100   |                                 | 301 259 | 100   |
|                        |                         |         |       |                                 |         |       |
| Voti non validi        | Voti non validi         | 8 638   | 2,79  |                                 |         |       |
| Votanti                | Votanti                 | 309 897 | 80,16 |                                 |         |       |
| Elettori               | Elettori                | 386 580 |       |                                 |         |       |